# 西武6000系電聯車
西武6000系電聯車（日语：／ Seibu 6000-kei densha */?）是1992年開始營業運行的西武鐵道的通勤型電聯車。這款電聯車最初作為西武池袋線和東京地鐵有樂町線相互直通運行用的電車設計。1995年之前，這款列車由東急車輛製造，採用不銹鋼材質。1996年之後，這款列車由日立製作所製作，採用鋁合金車體。